# Сер (Еро)
Сер (фр. Cers) је насеље и општина у јужној Француској у региону Лангдок-Русијон, у департману Еро која припада префектури Безје.
По подацима из 2011. године у општини је живело 2209 становника, а густина насељености је износила 281,4 становника/km². Општина се простире на површини од 7,85 km². Налази се на средњој надморској висини од 15 метара (максималној 48 m, а минималној 3 m).

## Демографија
| 1962. | 1968. | 1975. | 1982. | 1990. | 1999. | 2011. |
| ----- | ----- | ----- | ----- | ----- | ----- | ----- |
| 595   | 666   | 840   | 1 350 | 1.798 | 1.803 | 2.209 |

График промене броја становника у току последњих година